# Le Censeur
Le Censeur ou Examen des Actes et ouvrages qui tendent à détruire ou à consolider la constitution de l’État est un important journal libéral français fondé par Charles Comte et Charles Dunoyer sous la Restauration. À partir du deuxième volume, un autre jeune libéral, Augustin Thierry, a collaboré étroitement avec eux.

## Historique
Fondé comme hebdomadaire en juin 1814, chaque numéro comptant une cinquantaine de pages, le journal disparaît en septembre et reparaît en novembre sous divers formats et une parution irrégulière, mais sous une forme volumineuse, comptant plus de 20 pages pour contourner la loi du 21 octobre 1814 soumettant à la censure préventive les publications inférieures à ce format. Il connaît des ennuis avec le pouvoir : le numéro 7 a été confisqué et détruit immédiatement.
Le journal défendant ardemment la liberté de la presse, Comte et Dunoyer ont été dénoncés par les journaux royalistes comme bonapartistes, ce que dément leur hostilité à l’égard de Napoléon au moment des Cent Jours.
Supprimé en septembre 1815, le Censeur réapparaît en 1817 sous un nouveau titre : le Censeur européen ou Examen de diverses questions de droit public, et des divers ouvrages littéraires et scientifiques, considérés dans leurs rapports avec les progrès de la civilisation (1817-1819). Comte et Dunoyer se sont adjoint comme collaborateurs André Dupin, Augustin Thierry, René-Théophile Châtelain et Paul-Louis Courier. Développant et diffusant une version radicale du libéralisme, qui a continué d’influencer la pensée libérale jusqu’à Herbert Spencer et au-delà, le journal se révèle un pugnace organe d’opposition, le seul vraiment libre du temps, Dupin soulignant qu’attaquer le gouvernement n’était pas attaquer la personne du roi, tandis que Courier dénonce le cléricalisme du régime.
Comte et Dunoyer ont appelé leur doctrine « industrialisme », doctrine inspirée par l’« Idéologie » de Destutt de Tracy et Jean-Baptiste Say.